# Joseph Arkin
Joseph Arkin (Brooklyn, 25 de maio de 1923 — 5 de agosto de 2002) foi um matemático estadunidense. Foi professor da Academia Militar dos Estados Unidos.
Natural de Brooklyn, Nova Iorque, Arkin trabalhou no Departamento de Matemática da Academia Militar dos Estados Unidos desde 1986, até aposentar-se em em 23 de setembro de 1994.
Foi um membro da American Mathematical Society desde 1964 e membro da The Fibonacci Association desde 1965.
A maioria de suas contribuições e pesquisa acadêmica cooperativa foi no ramo da teoria dos números. Foi autor e coautor em companhia de matemáticos notáveis, como Paul Erdős, Ronald Graham, Ernst Gabor Straus, Richard Pollack, Verner Emil Hoggatt, Paul Althaus Smith, V. E. Smith, Gerald Bergum e Stefan Burr, dentre outros.

Diversas de suas investigações apareceram em periódicos como Mathematics Magazine, Fibonacci Quarterly, SIAM Review, Duke Mathematical Journal, Journal of Recreational Mathematics e no Notices da American Mathematical Society.
Arkin também publicou artigos no Canadian Journal of Mathematics, no Pacific Journal of Mathematics e no Mathematics and Computer Education Journal.

## Obras selecionadas
- Arkin, Joseph; Hoggatt, V. E.; Straus, E. G. (1979). «On Euler's Solution to a Problem of Diophantus» (PDF). The Fibonacci Quaterly. 17: 333–339
- Arkin, Joseph (1966). «A note on a theorem of Jacobi» (PDF). Fibonacci Quaterly. 4: 359–62
- Arkin, Joseph (1969). «Convergence of the Coefficients in a Recurring Power Series» (PDF). Fibonacci Quaterly. 7: 41–55
- Arkin, Joseph; Pollack, Richard (1970). «Recurrence Formulas» (PDF). Fibonacci Quaterly. 8: 4–5
- Arkin, Joseph (1970). «An Extension of Fibonacci Numbers» (PDF). Fibonacci Quaterly. 8: 199–216
- Arkin, Joseph (1970). «An extension of a theorem of Euler» (PDF). Fibonacci Quaterly. 8: 421–27
- Arkin, Joseph (1970). «Certain Arithmetical Properties of )» (PDF). Fibonacci Quaterly. 8 (5): 531–37
- Arkin, Joseph (1973). «Convergence of the Coefficients in the kth Power of a Power Series» (PDF). Fibonacci Quaterly. 11 (1): 15–24
- Arkin, Joseph (1973). «The First Solution of the Classical Eulerian Magic Cube Problem of Order Ten» (PDF). Fibonacci Quaterly. 11 (2): 174–78
- Arkin, Joseph (1973). «A solution to the classical problem of finding systems of three mutually orthogonal issues in a cube formed by three superimposed 10 x 10 x 10 cubes» (PDF). Fibonacci Quaterly. 11 (5): 480–84
- Arkin, Joseph (1974). «A solution of orthogonal triples in four superimposed 10 x 10 x 10 Latin cubes» (PDF). Fibonacci Quaterly. 12 (2): 133–40
- Arkin, Joseph; Strauss, E. G. (1974). «Latin k-Cubes» (PDF). Fibonacci Quaterly. 12 (3): 288–91
- Arkin, Joseph; Hoggatt, Jr., V. E. (1975). «The Generalized Fibonacci Issue and Its Relation to Wilson's Theorem» (PDF). Fibonacci Quaterly. 13 (2): 107–09
- Arkin, Joseph; Smith, Paul (1976). «Trebly-magic systems in a Latin 3-cube of order eight» (PDF). Fibonacci Quaterly. 14 (2): 167–70
- Arkin, Joseph; Singh, K. (1981). «A new type magic latin 3-cube of order ten» (PDF). Fibonacci Quaterly. 19 (1): 76–82
- Arkin, Joseph; Straus, E. G. (1981). «Orthogonal Latin Systems» (PDF). Fibonacci Quaterly. 19 (4): 289–92
- Arkin, Joseph; Arney, D.C.; Bergum, G .E.; Burr, Stephan A.; Porter, B. J. (1989). «Unique Fibonacci Formulas» (PDF). Fibonacci Quaterly. 27 (4): 296–302
- Arkin, Joseph; Arney, D.C.; Bergum, G.E.; Vurr, S.A.; Porter, B. J (1989). «Recurring-Sequence Tiling» (PDF). Fibonacci Quaterly. 27 (4): 323–332
- Arkin, Joseph; Arney, D.C.; Bergum, G .E.; Burr, Stephan A.; Porter, B. J. (1990). «Tiling the kth power of a power series» (PDF). Quaterly. 28 (3): 266–272
- Arkin, Joseph (1965). «An Extension of the Fibonacci Numbers». American Mathematical Monthly. 72 (3): 275–79
- Arkin, Joseph (1965). «Ladder Network Analysis using Polynomials» (PDF). Fibonacci Quaterly. 3 (2): 139–42